# 二二八受刑人案

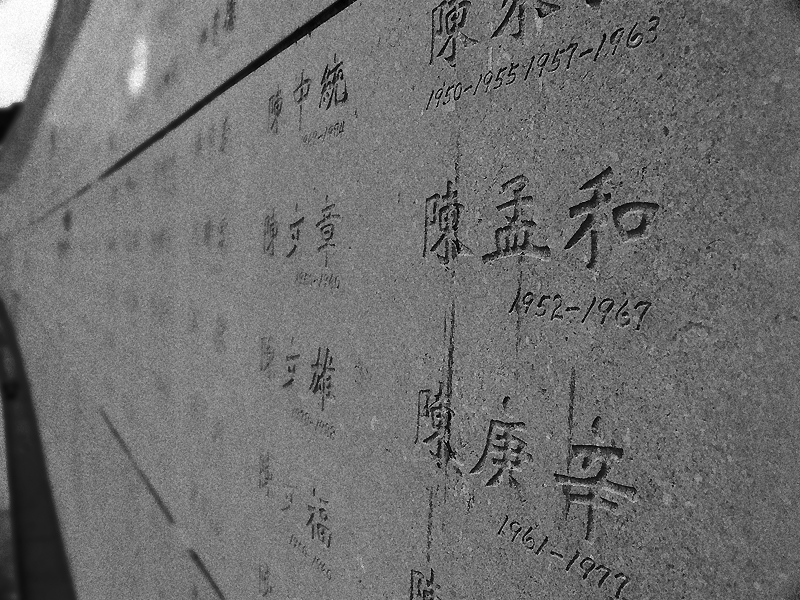
臺灣綠島人權紀念碑：一道長約十來公尺的石牆上，刻滿當年在白色恐怖下的犧牲者名單

二二八受刑人案指1982年要求警備總部釋放在綠島囚禁長達35年而仍倖存的24位政治犯所衍生的政治風波。
1947年爆發二二八事件後，中國國民黨政府展開大規模的逮捕行動。直到三十五年之後（1982年），因案涉獄而被判處無期徒刑後在外島倖存而仍在監者，仍有24人之多。1982年9月24日，國民黨籍立委洪昭男與無黨籍立委蘇秋鎮於立法院七十會期第二次會議中向行政院提出質詢。在當時威權的政治氣氛中，洪向警備總部司令陳守山表示，依據《刑法》第七十七條規定：「受徒刑之執行而有悛悔實據者，無期徒刑逾十年後，有期徒刑逾二分之一後，由監獄長官呈司法行政最高官署，得許假釋出獄」。然而，二二八受刑人卻始終被排除在這項法律優惠之外。洪表示，若干受刑人在民國六十四年政府頒布犯罪減刑條例時曾接到辦理出獄的通知，但家屬趕赴監所因為不可知的因素，使他們遭受到又一次嚴重失望。雖然洪在院會就該案向警總質詢後隨即受到黨內各面的關切與警總跟監竊聽 。但由洪昭男與黃志達立委持續施壓，加上中國人權協會理事長杭立武奔走。警總開始「靜悄悄」的釋放24位受刑人。綠島監獄的政治犯王如山、王為清、李國民、吳約明，於民國72年2月10日農曆春節前依法假釋出獄，接著陳列珍、王德勝、劉貞松、王永富、李振山、謝秋臨、洪水流、陳水泉、林書揚、王金輝、李金木、徐文贊，也紛紛出獄。洪昭男與蘇秋鎮首度院會質詢終使得囚禁漫長三十多年，浪費大半青春的二二八「政治犯」重獲自由，創下戒嚴時的先例。

## 外部連結
- 中研院台灣戰後歷史年表